# Svenska hockeyligan
Svenska hockeyligan (ang. Swedish Hockey League, pol. Szwedzka Hokejowa Liga) – najwyższa klasa ligowych rozgrywek hokeja na lodzie w Szwecji.

## Historia
Jako trzecia klasa ligowa funkcjonuje od sezonu 2000. W latach 1944–1975 jako pierwsza liga szwedzka funkcjonował Division 1 (w latach 1975-1999 był drugą klasą rozgrywkową, po czym zastąpiła ją Allsvenskan). Od 1999 roku Division 1 to trzeci poziom ligowy w Szwecji.
W przeszłości od sezonu 1975/1976 do 2012/2013 rozgrywki funkcjonowały pod nazwą Elitserien.
17 czerwca 2013 oficjalnie dokonano przemianowania nazwy rozgrywek z Elitserien na Svenska hockeyligan (SHL), przy czym w ujęciu międzynarodowym liga funkcjonuje pod nazwą Swedish Hockey League. Zmiana była podyktowana względami konkurencyjności wobec nazewnictwa rozgrywek NHL i KHL.
Liga należy do międzynarodowego stowarzyszenia Hockey Europe. W latach 2006-11 liga przewodziła w Europie jako najliczniej oglądane rozgrywki hokejowe (najwyższy współczynnik średniej widzów na mecz). Ranking IIHF z lipca 2011 wykazał w Elitserien najniższy współczynnik zależności, dowodzący, że rozgrywkom jest najbliżej z wszystkich do stanu idealnego wyrównania poziomu sportowego rozgrywek.
Do 2015 w lidze grało 12 drużyn. Od 2015 występuje 14 zespołów.

## Edycje
| Sezon     | Mistrz                              | Finalista                           | Runda zasadnicza |
| 1975/1976 | Brynäs IF                           | Färjestad BK                        |                  |
| 1976/1977 | Brynäs IF                           | Färjestad BK                        |                  |
| 1977/1978 | Skellefteå AIK                      | AIK Ishockey                        |                  |
| 1978/1979 | MoDo Hockey Klubb                   | Djurgårdens IF                      |                  |
| 1979/1980 | Brynäs IF                           | Västra Frölunda IF                  |                  |
| 1980/1981 | Färjestad BK                        | AIK Ishockey                        |                  |
| 1981/1982 | AIK Ishockey                        | IF Björklöven                       |                  |
| 1982/1983 | Djurgårdens IF                      | Färjestad BK                        |                  |
| 1983/1984 | AIK Ishockey                        | Djurgårdens IF                      |                  |
| 1984/1985 | Södertälje SK                       | Djurgårdens IF                      |                  |
| 1985/1986 | Färjestad BK                        | Södertälje SK                       |                  |
| 1986/1987 | IF Björklöven                       | Färjestad BK                        |                  |
| 1987/1988 | Färjestad BK                        | IF Björklöven                       |                  |
| 1988/1989 | Djurgårdens IF                      | Leksands IF                         |                  |
| 1989/1990 | Djurgårdens IF                      | Färjestad BK                        |                  |
| 1990/1991 | Djurgårdens IF                      | Färjestad BK                        |                  |
| 1991/1992 | Malmö IF                            | Djurgårdens IF                      |                  |
| 1992/1993 | Brynäs IF                           | Luleå HF                            |                  |
| 1993/1994 | Malmö IF                            | MoDo Hockey Klubb                   |                  |
| 1994/1995 | HV71                                | Brynäs IF                           |                  |
| 1995/1996 | Luleå HF                            | Västra Frölunda HC                  |                  |
| 1996/1997 | Färjestad BK                        | Luleå HF                            |                  |
| 1997/1998 | Färjestad BK                        | Djurgårdens IF                      |                  |
| 1998/1999 | Brynäs IF                           | MODO Hockey                         |                  |
| 1999/2000 | Djurgårdens IF                      | MODO Hockey                         | Djurgårdens IF   |
| 2000/2001 | Djurgårdens IF                      | Färjestad BK                        | Djurgårdens IF   |
| 2001/2002 | Färjestad BK                        | MODO Hockey                         | Färjestad BK     |
| 2002/2003 | Frölunda HC                         | Färjestad BK                        | Frölunda HC      |
| 2003/2004 | HV71                                | Färjestad BK                        | HV71             |
| 2004/2005 | Frölunda HC                         | Färjestad BK                        | Frölunda HC      |
| 2005/2006 | Färjestad BK                        | Frölunda HC                         | HV71             |
| 2006/2007 | MODO Hockey                         | Linköpings HC                       | Färjestad BK     |
| 2007/2008 | HV71                                | Linköpings HC                       | HV71             |
| 2008/2009 | Färjestad BK                        | HV71                                | Färjestad BK     |
| 2009/2010 | HV71                                | Djurgårdens IF                      | HV71             |
| 2010/2011 | Färjestad BK                        | Skellefteå AIK                      | HV71             |
| 2011/2012 | Brynäs IF                           | Skellefteå AIK                      | Luleå HF         |
| 2012/2013 | Skellefteå AIK                      | Luleå HF                            | Skellefteå AIK   |
| 2013/2014 | Skellefteå AIK                      | Färjestad BK                        | Skellefteå AIK   |
| 2014/2015 | Växjö Lakers                        | Skellefteå AIK                      | Skellefteå AIK   |
| 2015/2016 | Frölunda HC                         | Skellefteå AIK                      | Skellefteå AIK   |
| 2016/2017 | HV71                                | Brynäs IF                           | Växjö Lakers     |
| 2017/2018 | Växjö Lakers                        | Skellefteå AIK                      | Växjö Lakers     |
| 2018/2019 | Frölunda HC                         | Djurgårdens IF                      | Färjestad BK     |
| 2019/2020 | Sezon nieukończony wskutek pandemii | Sezon nieukończony wskutek pandemii | Luleå HF         |
| 2020/2021 | Växjö Lakers                        | Rögle BK                            | Växjö Lakers     |
| 2021/2022 | Färjestad BK                        | Luleå HF                            | Växjö Lakers     |
| 2022/2023 | Växjö Lakers                        | Skellefteå AIK                      | Växjö Lakers     |
| 2023/2024 | Skellefteå AIK                      | Rögle BK                            | Färjestad BK     |
| 2024/2025 | Luleå HF                            | Brynäs IF                           | Brynäs IF        |

## Puchary i trofea
- Puchar Le Mata dla drużyny zwycięskiej w sezonie Elitserien zdobywającej tytuł mistrza Szwecji

Po zakończeniu sezonu rokrocznie przyznawanych jest szereg nagród indywidualnych:
- Guldhjälmen (Złoty Kask) dla Najbardziej Wartościowego Gracza
- Guldpucken (Złoty Krążek) dla najlepszego zawodnika sezonu
- Trofeum Honkena dla najlepszego bramkarza sezonu
- Najlepszy pierwszoroczniak sezonu Elitserien dla najlepszego debiutanta sezonu
- Trofeum Salminga dla najlepszego obrońcy sezonu
- Trofeum Håkana Looba dla najskuteczniejszego strzelca w sezonie zasadniczym
- Stefan Liv Memorial Trophy dla najbardziej wartościowego zawodnika w fazie play-off
- Guldpipa ("Złoty Gwizdek") dla najlepszego sędziego